# 漢德加
汉德加（羅馬化：Khandyga）是俄罗斯萨哈共和国的市级镇、通波区行政中心，位于阿尔丹河畔，在共和国首府雅库茨克东偏北方向。
该地2021年人口有6,063人；2010年人口6,638；2002年人口7,025；1989年人口9,536。